# 구타니역
구타니역(일본어: 久谷駅, えき)은 일본 효고현 미카타군 신온센정에 있는 서일본 여객철도의 철도역이다.

## 역 구조
단식 1면 1선 구조의 지상역이다. 원래는 상대식 2면 2선 구조로 교행 시설이 갖추어져 있었으나, 2008년 3월 15일 시간표 개정으로 한쪽 승강장은 더 이상 쓰지 않게 되었다.

## 역세권 정보
- 국도 제178호선
- 도칸 터널

## 역사
- 1912년 3월 1일 - 일본국유철도 산인 본선 가스미 역 ~ 하마사카 역 구간의 개통과 동시에 개업.
- 1987년 4월 1일 - 민영화에 따라 서일본 여객철도의 소속이 되었다.

## 인접역
| 서일본 여객철도 산인 본선 | 서일본 여객철도 산인 본선 | 서일본 여객철도 산인 본선 |
| ------------------------- | ------------------------- | ------------------------- |
| 아마루베 교토 방면        | ■ 산인 본선               | 하마사카 돗토리 방면      |